# ISS-Expedition 46
ISS-Expedition 46 ist die Missionsbezeichnung für die 46. Langzeitbesatzung der Internationalen Raumstation (ISS). Die Mission begann mit dem Abkoppeln des Raumschiffs Sojus TMA-17M von der ISS am 11. Dezember 2015. Das Ende wurde durch das Abkoppeln von Sojus TMA-18M am 2. März 2016 markiert.

## Mannschaft
Übernommen von ISS-Expedition 45:
- Scott Kelly (4. Raumflug), Kommandant, (USA/NASA, Sojus TMA-16M/Sojus TMA-18M)
- Michail Borissowitsch Kornijenko (2. Raumflug), Bordingenieur, (Russland/Roskosmos, Sojus TMA-16M/Sojus TMA-18M)
- Sergei Alexandrowitsch Wolkow (3. Raumflug), Bordingenieur, (Russland/Roskosmos, Sojus TMA-18M)

Zusätzlich ab 15. Dezember 2015:
- Juri Iwanowitsch Malentschenko (6. Raumflug), Bordingenieur, (Russland/Roskosmos, Sojus TMA-19M)
- Timothy Peake (1. Raumflug), Bordingenieur, (Vereinigtes Königreich/ESA, Sojus TMA-19M)
- Timothy Lennart Kopra (2. Raumflug), Bordingenieur, (USA/NASA, Sojus TMA-19M)

Etwa eineinhalb Tage vor dem Abdocken von Sojus TMA-18M mit Wolkow, Kornijenko und Kelly übernahm Kopra das ISS-Kommando. Zusammen mit Malentschenko und Peake bildete er die anfängliche Crew der nachfolgenden Expedition 47.

### Ersatzmannschaft
Seit Expedition 20 wird wegen des permanenten Trainings für die Besatzungen keine offizielle Ersatzmannschaft mehr bekanntgegeben. Inoffiziell gelten die Backup-Crews der jeweiligen Zubringerraumschiffe (siehe dort) als Ersatzmannschaft. In der Regel kommen diese Crews dann jeweils zwei Missionen später selbst zum Einsatz. Bei der Ersatzmannschaft von Sojus TMA-18M kam es jedoch auf Grund der ISS-Einjahresmission zu Verschiebungen.

## Missionsbeschreibung
Erstmals wurde auf der ISS die Einsatzzeit von Besatzungsmitgliedern mit Michail Kornijenko und Scott Kelly auf ein Jahr verlängert, um die Effekte lang andauernder Schwerelosigkeit in Hinblick eines bemannten Marsfluges besser studieren zu können. Die beiden flogen mit Sojus TMA-16M zur ISS und absolvierten die ISS-Expeditionen 43, 44 und 45. Nach Beendigung der Expedition 46 flogen Kornijenko und Kelly mit Sojus TMA-18M wieder zurück zur Erde.

## Frachterverkehr
Der Transporter Progress M-28M (Flug 60P), welcher seit Anfang Juli 2015 an der Station angekoppelt war, dockte am 19. Dezember um 7:35 UTC von der Station ab und trat anschließend über dem Pazifischen Ozean in die Erdatmosphäre ein.
Progress MS-01 (Flug 62P) koppelte am 23. Dezember automatisch am Pirs-Modul an. An Bord befanden sich 2,8 Tonnen Fracht. Der Frachter war zwei Tage zuvor vom Kosmodrom Baikonur gestartet worden. Es war das erste Progress-Raumschiff der neuen MS-Generation, welches sich unter anderem durch das neue Kurs-NA Annäherungssystem von der vorherigen Version unterscheidet.
Am 19. Februar verließ der Cygnus-Frachter nach sechs Monaten die ISS. Der Frachter war vorher von den Astronauten mit Müll und nicht mehr benötigten Gegenständen beladen worden und dann von der Bodenkontrolle mithilfe des Greifarms Canadarm2 vom Modul Unity getrennt. Die Astronauten Kelly und Kopra gaben um 12:26 UTC den Frachter dann frei. Der Wiedereintritt über dem Pazifik wurde von Orbital ATK, dem Hersteller des Cygnus-Frachters, gesteuert.

## Außenbordarbeiten

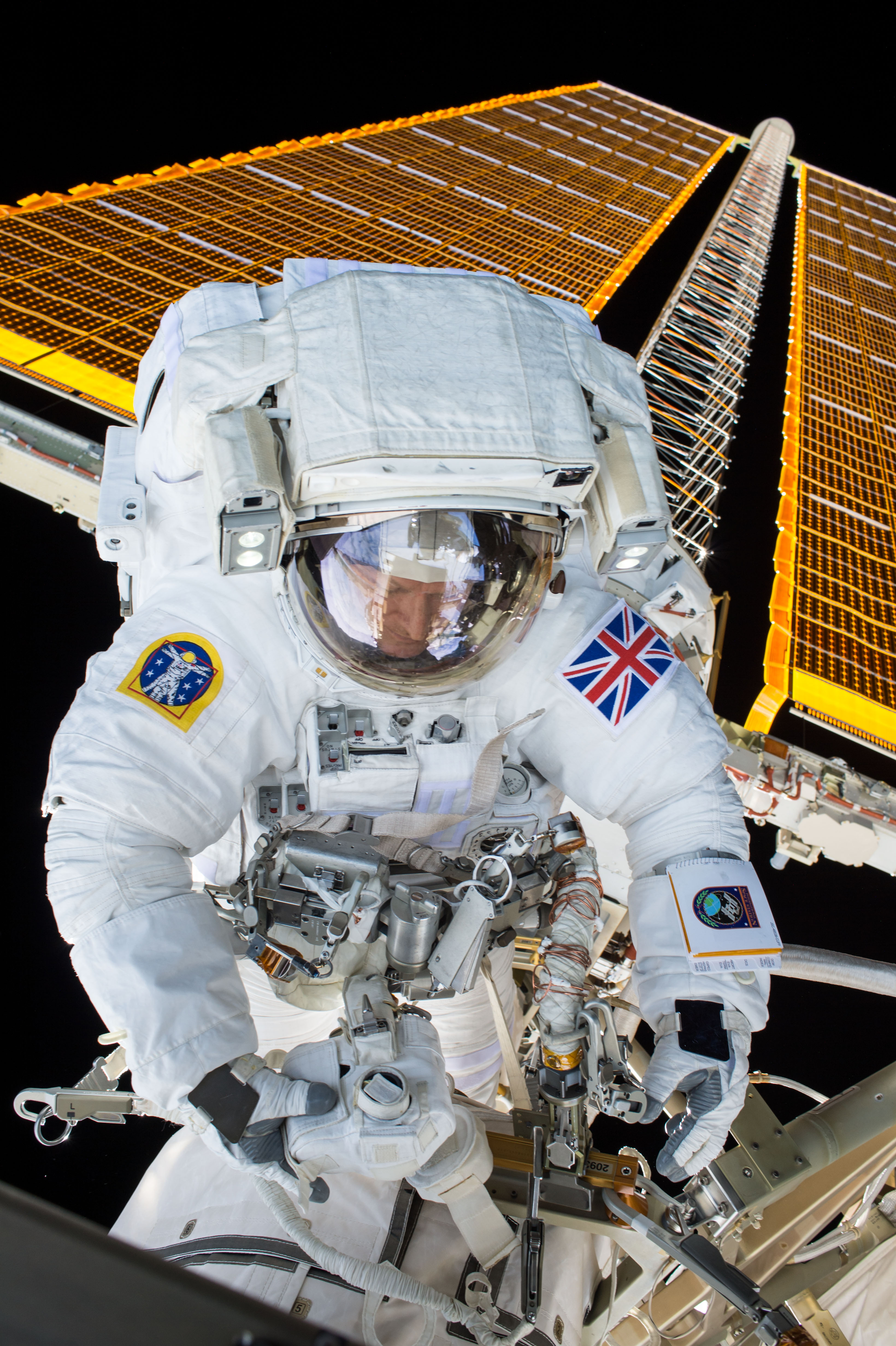
Timothy Peake bei seinem Außeneinsatz

Am 21. Dezember führten Scott Kelly und Timothy Kopra einen ungeplanten Außenbordeinsatz durch. Sie lösten eine festgesetzte Bremse an einem mobilen Transporter auf dem Schienensystem und konnten so den Bereich für den nächsten, am selben Tag gestarteten, Frachttransporter (Progress MS-02 - ISS-Flug P62) sichern. Danach haben Kelly und Kopra noch Kabel für neue Missionen verlegt.
Am 15. Januar führte Kopra zusammen mit Timothy Peake den ersten Außenbordeinsatz des Jahres 2016 durch. Sie sollten einen ausgefallenen Spannungswandler ersetzen. Während das gelang, musste der Ausstieg trotzdem vorzeitig abgebrochen werden. Bei Kopra hatte sich Wasser im Helm gesammelt und somit wurde der Einsatz dann abgebrochen. Peake war der erste britische Staatsbürger, der eine EVA unternahm.
Am 3. Februar stiegen Juri Malentschenko und Sergei Wolkow durch die Schleuse des Pirs-Moduls aus. Die beiden Kosmonauten nahmen Proben von der Außenfläche der Ausstiegsluke sowie vom Bereich der Antriebsabdeckung auf Swesda.